# Château de Parpacé
Le château de Parpacé est un château situé à Bocé, en France.

## Localisation
Le château est situé dans le département français de Maine-et-Loire, sur la commune de Bocé.

## Historique
L'édifice, initialement construit au Moyen Age, puis élargi au 16e siècle, est inscrit au titre des monuments historiques en 1993.